# Hagen (Neunkirchen-Seelscheid)
Hagen ist ein Ortsteil von Seelscheid in der Gemeinde Neunkirchen-Seelscheid im Rhein-Sieg-Kreis. 

## Lage
Der ehemals eigenständige Ort Hagen liegt an der Bundesstraße 56 gegenüber Oberste Zeit. Ehemalige Nachbarorte waren Komp im Süden und Weesbach im Norden.

## Geschichte
Der Ortsname kommt von Hag und bedeutet Hecke.
1888 gab es acht Bewohner in zwei Häusern.
1910 wohnte hier nur noch der Ackerer und Stellmacher August Klein.
Die Siedlung gehörte bis 1969 zur Gemeinde Seelscheid.